# Starlux Airlines
Born with luxury. Shining like stars.
Starlux Airlines (chinois : 星宇航空 ; pinyin : Xīngyǔ Hángkōng) est une compagnie aérienne basée à Taipei, Taïwan. Elle a commencé ses premiers vols en janvier 2020 de Taipei à Macao, Da Nang et Penang,.

## Histoire

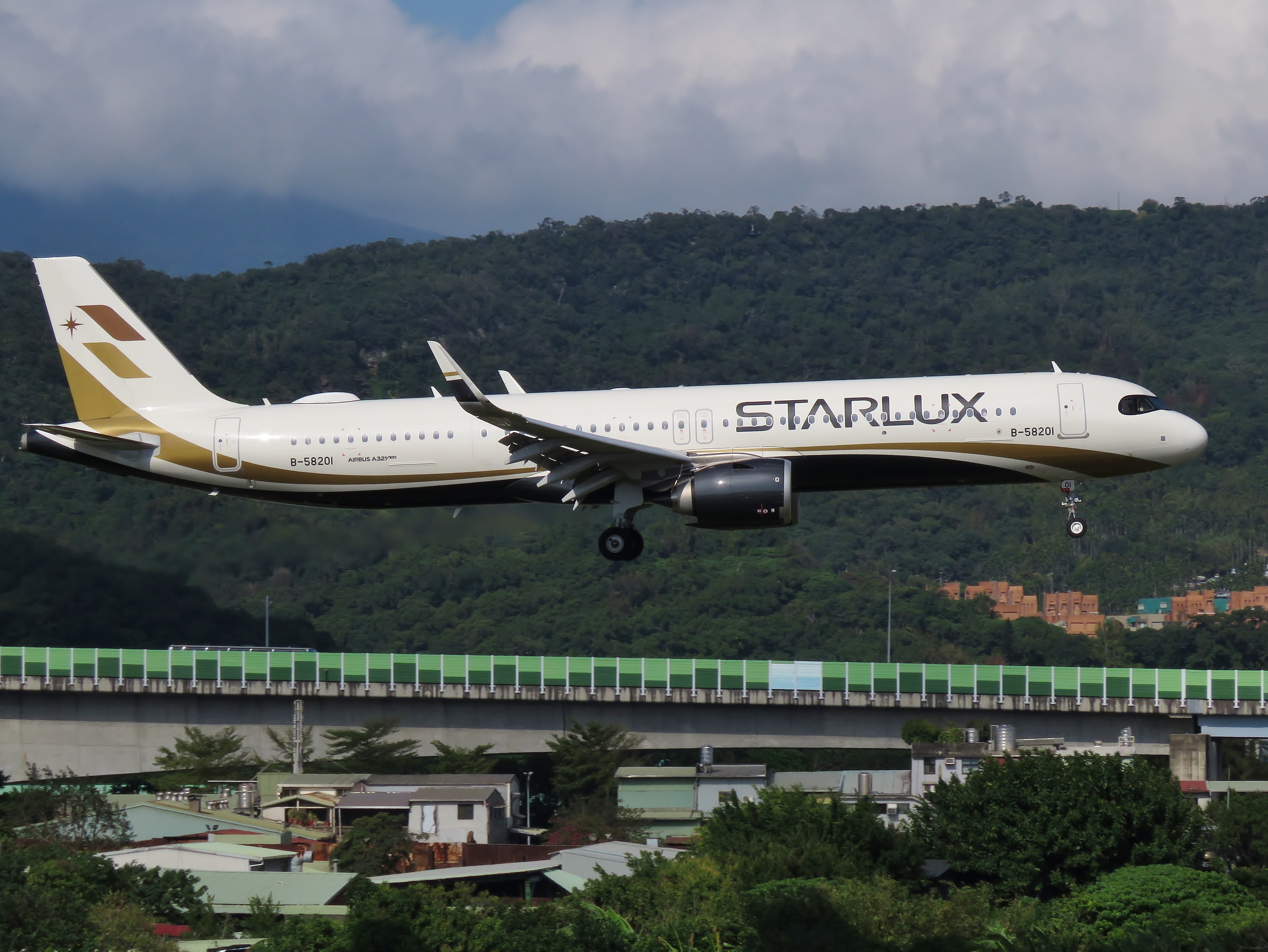
Airbus A321neo de Starlux Airlines.

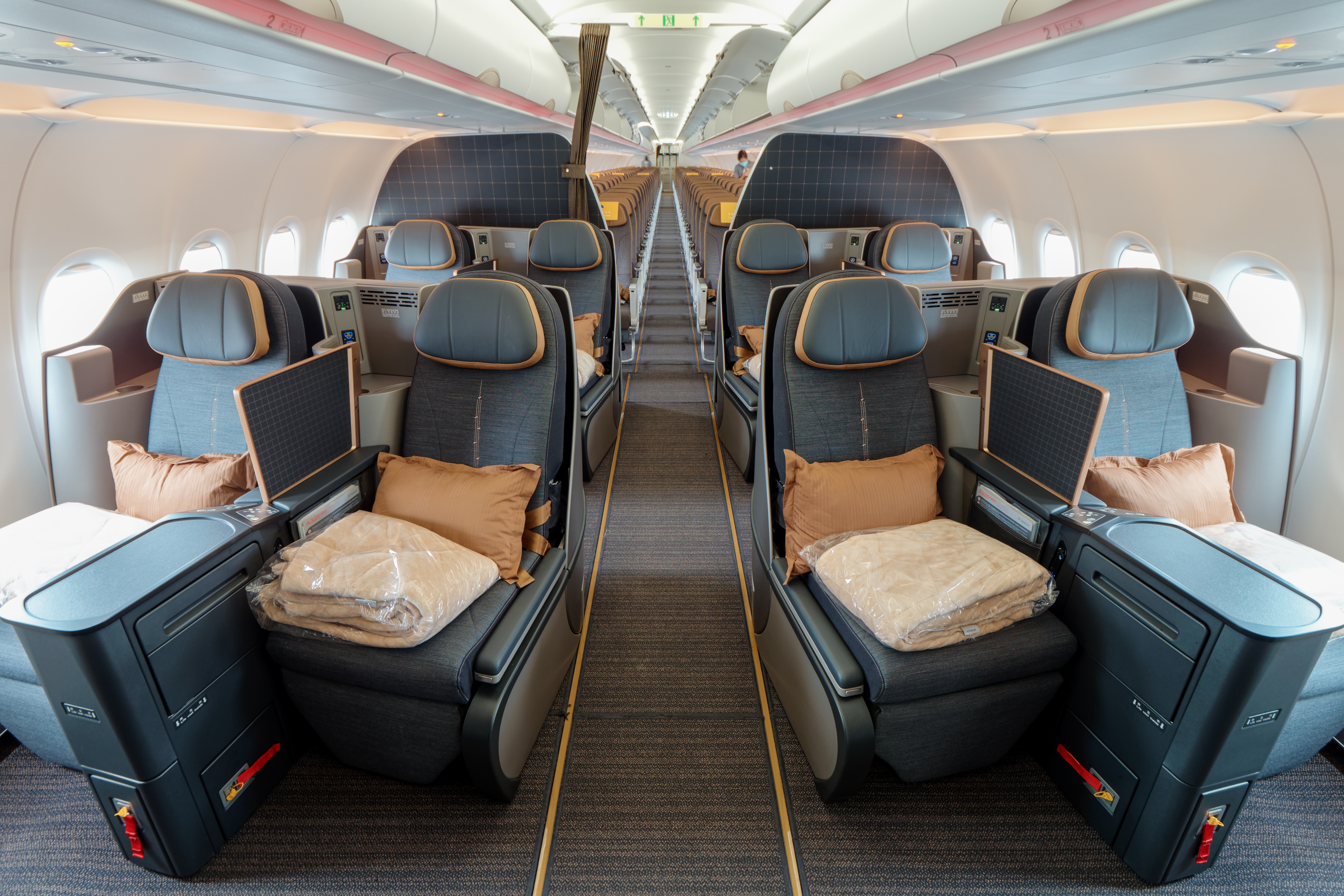
Classe Business d'un A321neo de la compagnie.

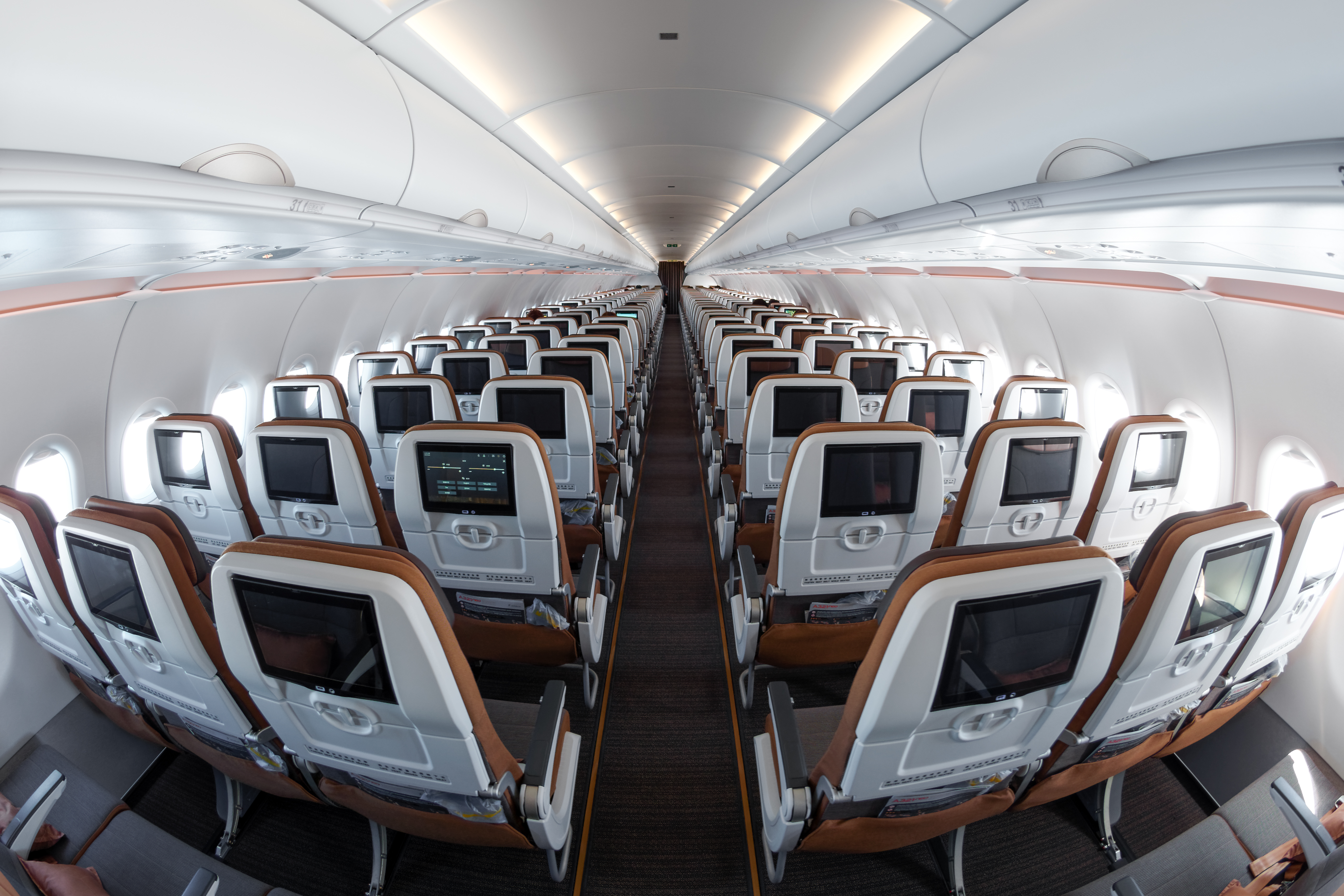
Classe économique d'un A321neo de la compagnie.

La compagnie aérienne est enregistrée en 2016 au ministère des Affaires économiques. Cela est confirmé par Chang Kuo-wei le 30 novembre 2016. Le ministère reçoit la candidature formelle sous le nom Starlux Airlines le 22 mai 2017.
Nikkei Asian Review annonce en octobre 2017 que la compagnie devrait commencer ses opérations « avant fin 2019 ». Chang Kuo-wei déclare en janvier 2019 que StarLux Airlines sera lancé en janvier 2020.

## Destinations
|  | Hub                     |
|  | Ville importante        |
|  | Destinations à l'avenir |
|  | Destinations courantes  |

| Ville                           | Pays        | Province/Région            | IATA | ICAO | Aéroport                              | Notes        | Réf   |
| ------------------------------- | ----------- | -------------------------- | ---- | ---- | ------------------------------------- | ------------ | ----- |
| Cebu commencera le 6 avril 2020 | Philippines | Visayas centrales          | CEB  | RPVM | Aéroport international de Mactan-Cebu |              | [ 7 ] |
| Da Nang                         | Vietnam     | Côte centrale du Sud       | DAD  | VVDN | Aéroport international de Đà Nẵng     |              | [ 8 ] |
| Macao                           | Macao       | —                          | MFM  | VMMC | Aéroport international de Macao       |              | [ 8 ] |
| Penang                          | Malaysia    | Greater Penang Conurbation | PEN  | WMKP | Aéroport international de Penang      |              | [ 8 ] |
| Taichung                        | Taïwan      | Taichung                   | RMQ  | RCMQ | Aéroport de Taïchung                  | Deuxième hub | [ 9 ] |
| Taipei                          | Taïwan      | Taoyuan                    | TPE  | RCTP | Aéroport international Taïwan-Taoyuan | Hub          | [ 9 ] |

## Flotte

### Composition
Starlux Airlines a commandé les avions suivants :
| Appareils       | En Service | En commande | Passagers | Passagers | Passagers | Passagers | Passagers | Notes |
| Appareils       | En Service | En commande | F         | B         | E+        | E         | Total     | Notes |
| --------------- | ---------- | ----------- | --------- | --------- | --------- | --------- | --------- | --- |
| Airbus A321neo  | 11         | 2           |           | 8         |           | 180       | 188       | Premier avion livré fin octobre 2019, tous loués auprès du loueur AerCap et équipés de la configuration Airbus Cabin Flex (ACF) |
| Airbus A330-900 | 4          | 4           |           | 28        |           | 269       | 297       | Tous loués auprès du loueur Air Lease Corporation (ALC)                                                                         |
| Airbus A350-900 | 5          | 13          | 4         | 26        | 36        | 240       | 306       | Première livraison au deuxième semestre 2022                                                                                    |
| Total           | 20         | 19          |           |           |           |           |           | |

### Création de la flotte
En mars 2019, la compagnie annonce qu'elle démarrerait ses opérations avec 17 appareils Airbus : 5 Airbus A350-900 et 12 Airbus A350-1000 qui devraient relier l'Europe et l’Amérique du Nord à l'Asie. Starlux Airlines a aussi planifié d'ajouter 10 Airbus A321neo à sa flotte pour desservir les aéroports asiatiques.
Le 8 novembre 2019, Starlux annonce une modification de sa commande d’A350, passant à 9 A350-900 et 8 A350-1000.
En 2022, Starlux a décidé d'échanger toutes les commandes d'Airbus A350-1000 contre des A350-900.